# Mysz (film)
Mysz – polski film obyczajowy z 1979 roku, w reżyserii Wiktora Skrzyneckiego.
W filmie został wykorzystany fragment utworu zespołu Exodus pt. „Nadzieje, niepokoje”, który ilustruje spektakl teatralny Demony z mojej pracowni.

## Opis fabuły
Warszawskie liceum. Uczniowie na znak protestu oddają czyste kartki na klasówce z chemii. Tylko Ania zwana Myszą napisała sprawdzian. Ukarani chcą się na niej zemścić za brak solidarności. Wpadają na głupi i nieprzemyślany pomysł, by klasowy przystojniak Piotr rozkochał w sobie dziewczynę, a potem ją porzucił.

## Obsada
- Sławomira Kozieniec jako Ania „Mysz”
- Zuzanna Antoszkiewicz jako Ada
- Piotr Łysak jako Piotr
- Filip Łobodziński jako Krzysztof
- Maria Homerska jako nauczycielka Wądołowska
- Magda Teresa Wójcik jako nauczycielka chemii
- Marek Bargiełowski jako „Broda”, nauczyciel geografii
- Zygmunt Maciejewski jako dyrektor szkoły
- Katarzyna Figura jako uczennica

i inni